# نينورتا

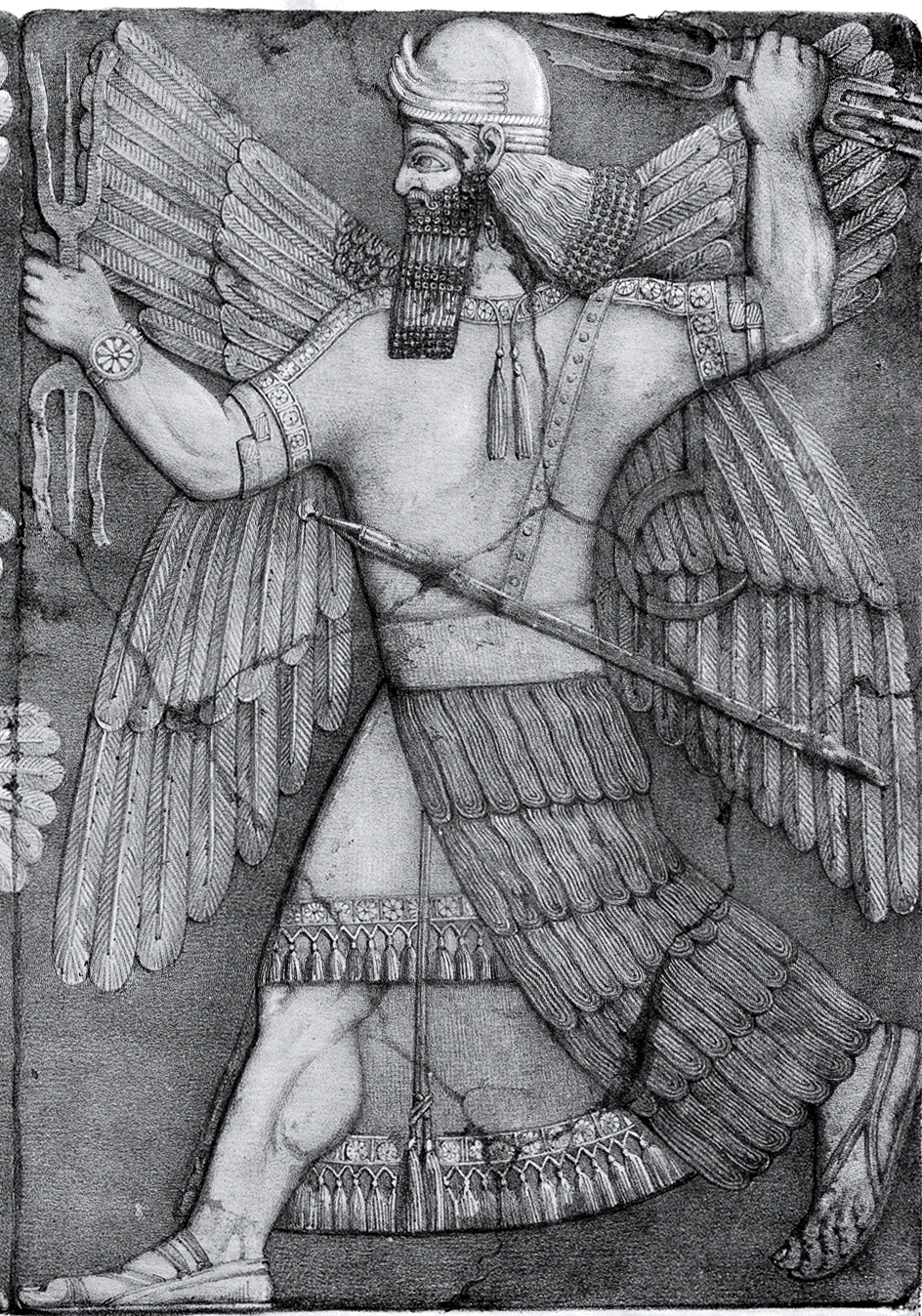
نقش حجري بارز آشوري من معبد نينورتا في كالهو، يبين الإله، ومعه سياط الرعد، يطارد أنزو، الذي سرق ألواح الأقدار من حرم إنليل (أوستن هنري لايارد آثار نينوى، السلسلة الثانية، 1853)

في الديانة الرافدية، نينورتا، رب الشعير، كان إله القانون والكتبة والزراعة والصيد. في لجش كان يُعرف مع إله المدينة نينجيرسو. في بدايات علم الأشوريات، عادة ما كان الأاسم يترجم إلى نينيب، وكان يعتبر أحياناً إله الشمس.
وكثيراً ما يظهر نينورتا ممسكاً بقوس وسهم، أو سيف منجل أو هراوة، يسمى شـَرور، وهو قادر على الكلام ويمكنه أن يتخذ شكل أسد مجنح، ربما ممثلاً نموذجاً أصلياً لما سيصبح لاحقاً شدو.
في نيبور، كان نينورتا يعبد كجزء من ثلوث الآلهة والذي يشمل والده، إنليل، ووالدته نينليل. في مختلف الأساطير، يقال أن والدته هي إلهة الحصاد ننهورساج. وكانت زوجة نينورتا هي أوگالو في نيبور وباو عندما كان يسمى نين‌جيرسو.
في أسطورة أخرى، قاتل نينوترا وحشاً على شكل طائر يسمى إمدوگود أو أنزو؛ النسخة البابلية التي تروي كيفية سرقة الوحش للوح الأقدار- والذي يعتقد أنه يحتوي على تفاصيل القدر والمستقبل- من إنليل. يذبح نينوترا الوحشين، الذي اشتهر لاحقاً «بذابح الأبطال» (التنين المقاتل، ملك النخل، الرب سامان-أنا، الوحش-بيسون، الحورية، الثعبان ذو السبعة رؤوس، الحمل ذو الستة رؤوس)، وأخذ منهم العناصر الثمينة مثل الجص، النحاس القوي، وزورق ماجيلوم. وفي النهاية، قتل نينورتا أنزو وأعاد لوح الأقدار لأبيه إنليل.
هناك العديد من التشابهات بين هذه القصة وقصة مردوخ، الذي قتل تيامات وأخذ لوح الأقدار من كينجو لأبيه إنكي.
أقترح عدد من الباحثين أن الإله نينورتا أو الملك الأشوري توكولتي نينورتا الأول قد يكونا مصدر إلهام لشخصية نمرود التي وردت في الكتاب المقدس.

## معابده
قد تعود عبادة نينورتا إلى أقدم فترات التاريخ السومري. كان شخصية مركزية في ملحمة لوغال-إ. عُثر على نقوش في لجش يظهر فيها بأسم نين‌جيرسو، «إله جرسو»، المركز الديني لدولة لجش حيث كان يعتبر الإله الراعي.

## العبادة
كان نينورتا يعبد في بلاد ما بين النهرين منذ منتصف الألفية الثالثة قبل الميلاد من قبل السومريين القدماء، وهو أحد أقدم الآلهة الموثقة في تلك المنطقة. كان مركز العبادة الرئيسي له هو معبد إيشومشا في مدينة نيبور السومرية، إذ كان يُعبد بصفته إله الزراعة وابن الإله الرئيسي إنليل. عُرّف الإله نينيرو، الذي كان يُعبد عبر العصور التاريخية في مدينة جيرسو السومرية، بأنه شكلٌ محليّ من نينورتا، رغم أنهم قد يكونون منفصلين في الأصل. ووفقًا لعلماء الآشوريين جيريمي بلاك وأنتوني جرين، فإن الشخصيتين «مرتبطتان بشكل وثيق». كرّس ملك لاغاش كوديا (حكم 2124- 2144 قبل الميلاد) نفسه لأسطوانات كوديا، التي يرجع تاريخها إلى نحو عام 2125 قبل الميلاد، وسُجّل في التاريخ كيف أعاد بناء المعبد في لاغاش كنتيجةٍ للحلم الذي أُمره بالقيام بذلك. أصبح نينيرو نظرًا لتضاؤل أهمية مدينة مدينة جيرسو، معروفًا بشكل متزايد باسم «نينورتا». على الرغم من أن نينورتا كان في الأصل يعبد فقط كإله للزراعة، إلا أنه في أوقات لاحقة، عندما أصبحت بلاد ما بين النهرين أكثر حضرية وعسكرية، بدأ يُنظَر إليه بشكل متزايد على أنه إله محارب بدلاً من ذلك. لكنهم استمروا بالنظر إليه على أنه شافٍ وحامٍ، وكان يُذكر عادةً في تعويذات الخاصة بالحماية من الشياطين والأمراض والأخطار الأخرى.
أصبح لنينورتا شعبية كبيرة بين الآشوريين بسبب سمعته المنتشرة بأنه محارب عنيف. وحمل اسمه الكثير من الملوك الآشوريون في أواخر الألفية الثانية قبل الميلاد، مثل: توكولتي نينورتا الأول، ونينورتا أبال إيكور، ونينورتا توكولتي آشور. يقول توكولتي نينورتا (حكم 1207 –1243  قبل الميلاد)، ضمن أحد النقوش: أنه يصطاد «بأمرٍ من الإله نينورتا الذي يحبني». وبالمثل، ادعى أداد نيراري الثاني (حكم 891 –911  قبل الميلاد) أن نينورتا وآشور كانا من مؤيدي حكمه، مُعلنًا أن تدميره لأعدائهم هو مبررٌ أخلاقي لحقه في الحكم. نقل آشور ناصربال الثاني (حكم 859 – 883 قبل الميلاد) عاصمة الإمبراطورية الآشورية إلى مدينة كالح، وكان المعبد الأول الذي بناه هناك مُخصصًا لنينورتا، في القرن التاسع قبل الميلاد. أكمل ابنه شلمنصر الثالث (حكم 823 –859  ق.م.) معبد نينورتا في كالح. تفاخر شلمنصر الثالث بما أنجز في مجال النحت ونسب كل انتصاراته إلى نينورتا، معلنًا أنه بدون مساعدة نينورتا، لم يكن لأي من ذلك وجود. تُظهر النقوش الحجرية الآشورية من فترة كالح آشور كقرص مجنح، مع اسم نينورتا مكتوب تحته، مما يشير إلى أن الاثنين شُوهدا بشكلٍ متساوٍ. 
بدأت أهمية نينورتا في الانخفاض، بعد أن نُقلت عاصمة آشور بعيدًا عن كالح، وفضّل سرجون الثاني، إله الكتبة نابو، على نينورتا. ومع ذلك، بقي نينورتا إلهًا مهمًا. واصل سكان العاصمة السابقة تبجيل نينورتا حتى بعد أن غادر ملوك آشور من كالح، وأطلقوا عليه اسم «نينورتا الباقي في كالح». تشير الوثائق القانونية الصادرة من المدينة إلى أن من انتهكوا يمينهم مطالبون «بوضع اثنين من مينا الفضة وواحدة من الذهب في حضن تمثال نينورتا». آخر مثال موثق على هذه الفقرة يعود إلى عام 669 قبل الميلاد، وهو العام الأخير من عهد الملك إسراهادون (حكم من 681 إلى 669 قبل الميلاد). ازدهر معبد نينورتا في كالح حتى نهاية الإمبراطورية الآشورية، وأمَّن الوظائف للفقراء والمُعدمين.

### فهرس
تحوي هذه المقالة معلومات مترجمة من الطبعة الحادية عشرة لدائرة المعارف البريطانية لسنة 1911 وهي الآن ضمن الملكية العامة.
- Black، Jeremy؛ Green، Anthony (1992)، Gods, Demons and Symbols of Ancient Mesopotamia: An Illustrated Dictionary، Austin, Texas: University of Texas Press، ISBN:0714117056

## وصلات خارجية
- نصوص
  - حكايات عن نينورتا
    - ETCSL website: Unicode version and ETCSL website: ASCII version
    - Gateways to Babylon: ASCII English translation from the ETCSL website

  - Gateways to Babylon: The Myth of Anzû
  - Hymns to Ninurta ETCSL website: Unicode version and ETCSL website: ASCII version
- تعليقات
  - Gateways to Babylon: "Ninurta as the god of wisdom" by Amar Annus